# Conde do Rio Grande
O título de Conde do Rio Grande foi criado por decreto em 5 de março de 1689 pelo rei D. Pedro II de Portugal a favor de Lopo Furtado de Mendonça, 1.º Conde de Rio Grande, falecido sem descendência.

## Titulares
1. Lopo Furtado de Mendonça, 1.º e único conde de Rio Grande.